# Crusader Kings II
Crusader Kings II är ett strategispel utvecklat av Paradox Development Studio och gavs ut av Paradox Interactive den 14 februari 2012 till Microsoft Windows, den 24 maj 2012 till Mac OS  och den 14 januari 2013 till Linux. 
Spelet är det andra i serien där första delen Crusader Kings kom 2004, och utspelar sig under hög- och senmedeltiden (och tidig medeltid med de expansioner som utkommit sedan spelet först släpptes). Spelet innehåller många historiska gestalter som Vilhelm Erövraren, Harald Godwinson, Harald Hårdråde, Robert Guiscard, El Cid, Konstantin X, Alexios I Komnenos, Ragnar Lodbrok, Alfred den store, och Saladin.
Sedan hösten 2018 gör bandet Pagan Fury musik till spelet. 
Uppföljaren Crusader Kings III släpptes 2020.